# Sula granti
La sula di Nazca (Sula granti Rothschild, 1902) è un uccello della famiglia dei Sulidi diffuso nell'Oceano Pacifico orientale, soprattutto sulle Isole Galápagos, dove viene spesso osservato dagli ecoturisti, e sull'Isola di Clipperton. Le Isole Revillagigedo, al largo della Baja California, costituiscono forse il limite nord-orientale del suo areale di nidificazione.

## Tassonomia
Ritenuta in passato una semplice sottospecie della sula mascherata, la sula di Nazca è attualmente considerata una specie a parte. Si differenzia dalla sula mascherata per aspetti sia ecologici che morfologici, ma, soprattutto, per il citocromo b delle sequenze di DNA mitocondriale. La sula di Nazca convive con la sula mascherata sull'Isola di Clipperton, dove talvolta può dare vita a ibridi.

## Biologia

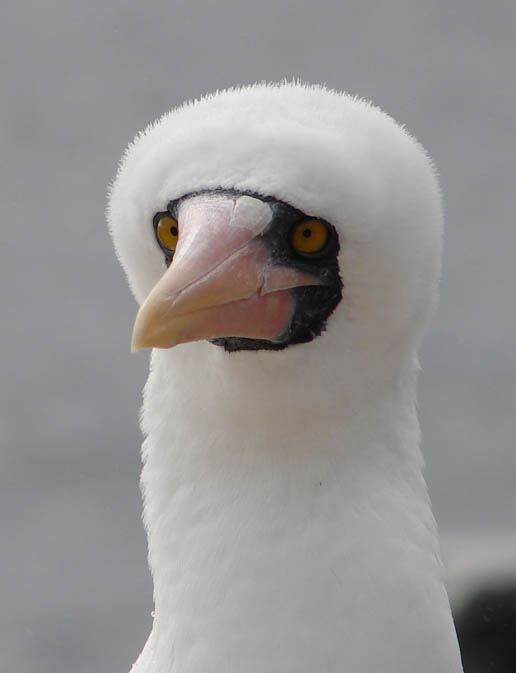
Primo piano.

### Fratricidio obbligato
La sula di Nazca è nota per praticare il fratricidio (uccisione dei fratelli o delle sorelle nel nido, detto anche informalmente, sul calco dell'inglese, "siblicidio") obbligato. Depone due uova che si schiudono a diversi giorni di distanza tra loro. Se entrambe le uova si schiudono, il pulcino più anziano spinge il fratello al di fuori dell'area del nido, lasciandolo morire di sete o freddo. Dato che i genitori non intervengono mai, il pulcino più giovane muore inevitabilmente. Gli studiosi ritengono che questa sula deponga sempre due uova nel caso una di esse venga distrutta o divorata o il pulcino muoia poco dopo la schiusa. In uno studio pubblicato su PLoS ONE (18 giugno 2008), i biologi collegano il comportamento omicida agli elevati livelli di testosterone e androgeni riscontrati negli immaturi. Il comportamento dei pulcini di S.granti viene confrontato in questo studio con quello di S.nebouxii (la sula a piedi azzurri), nella quale il fratricidio avviene solo in modo occasionale.
Secondo il medesimo studio, gli elevati livelli ormonali sono anche alla base del comportamento aggressivo degli adulti. Questi, infatti, se non portano a termine con successo la riproduzione, irrompono frequentemente nei nidi dei loro vicini e durante queste visite spesso mordono o lisciano le piume ai pulcini altrui, cercando perfino di accoppiarsi con loro. Questo comportamento è noto come NPAV (Non Parental Adult Visitor, visite di adulti non genitori); le cause di questo comportamento, tuttavia, non sono state ancora apprese a pieno.